# BYD G3
BYD G3 (БІД Ґ3 (укр.)) — це передньопривідний автомобіль класу «C».

## Опис моделі

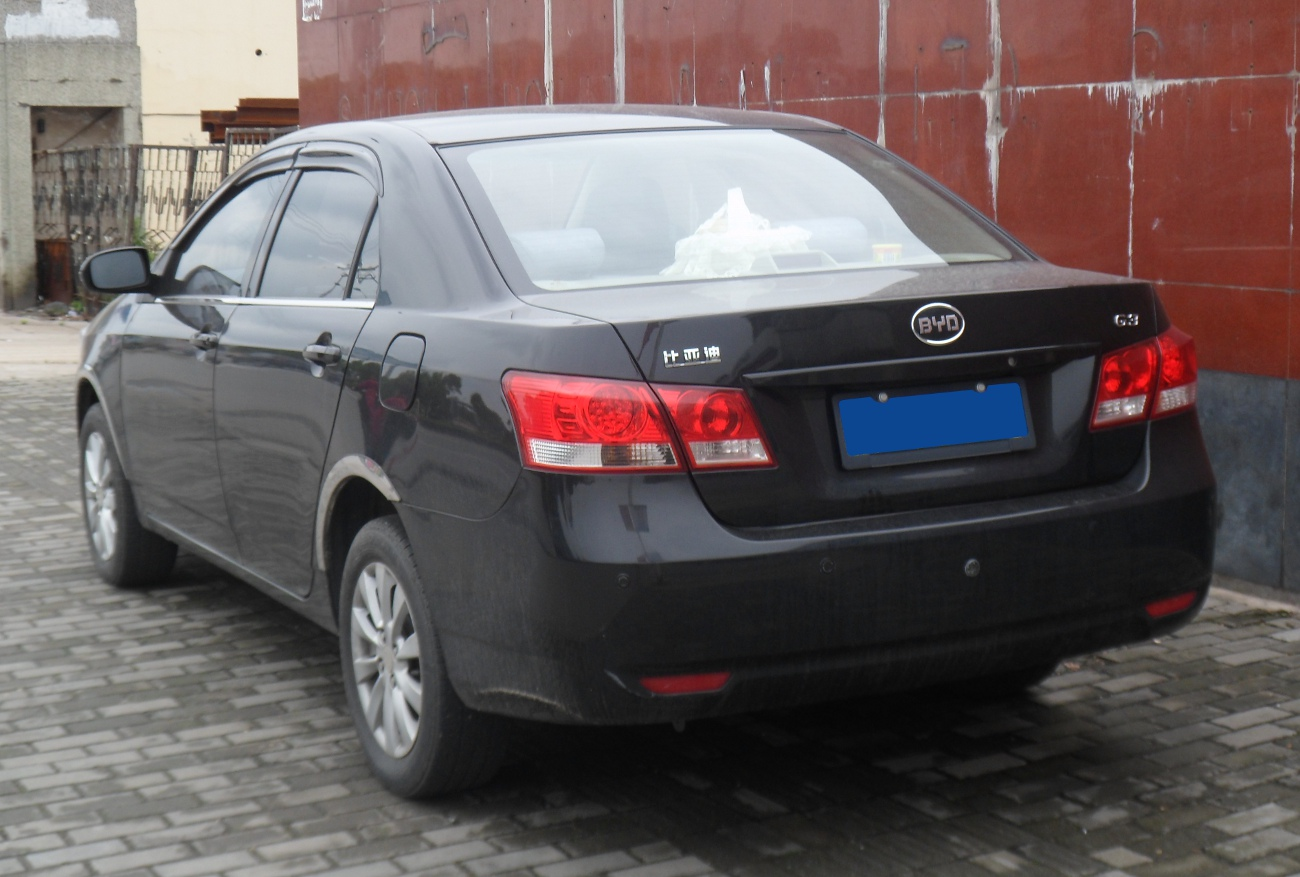
BYD G3

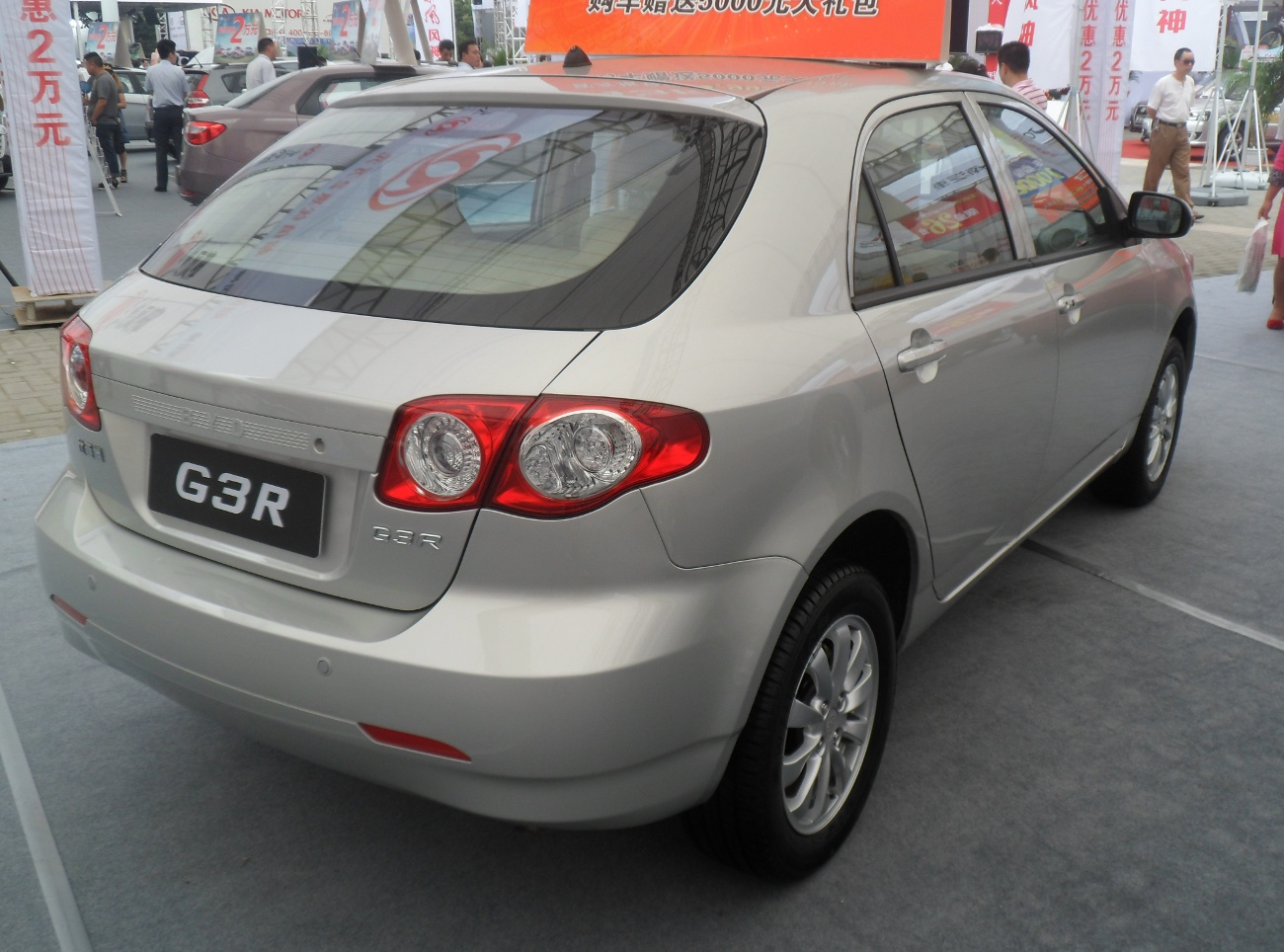
BYD G3 R

Компанія BYD оголосила про початок продажів седана G3 в кінці жовтня 2010 року на місцевому ринку КНР. Автомобіль займе середнє положення між седаном гольф-класу F3 і повнорозмірним F6.
Дизайн автомобіля виготовлений з явними запозиченнями з японського автопрому — Lexus ES і Toyota Aurion в мініатюрі. 
Екстер'єр моделі G3 викликав безліч суперечок, автомобільні експерти вважають, що розробники Г3 навіть не потрудилися приховати елементи екстер'єру Toyota Corolla. Хромована решітка радіатора, привабливі передні протитуманні фари, 15-дюймові хромовані литі диски, поєднуючись, роблять зовнішній вигляд автомобіля елегантним. Задня частина прикрашена великими прямокутними ліхтарями.  
Так само, як і екстер'єр, інтер'єр БІД Г3 практично повторює стиль Toyota. Центральний тунель, рульове колесо і панель управління також дублюють стиль Тойота. Круглі вентиляційні отвори і інформаційно-розважальна система є, мабуть, найяскравішою відмінною рисою BYD G3 від японського флагмана. Обшиті шкірою сидіння досить зручні, з хорошою бічною і поперековою підтримкою. На відміну від передніх сидінь, на задніх місця замало. Задній ряд, в цілому, став менше, у порівнянні з попередником - моделлю F3. 
G3 обладнаний одним з трьох бензинових двигунів: 1,5-літровим 473QB власної розробки потужністю 106 кінських сил, крутним моментом 144 Нм, 1,5-літровим 4G15S виготовленим за ліцензією Mitsubishi потужністю 105 кінських сил, крутним моментом 134 Нм і 1,8-літровим 483QA потужністю в 122 кінських сили, крутним моментом 160 Нм, так само місцевої розробки. Для 1.5L двигунів буде запропонована 5ст. механічна коробка передач, а 1.8L отримав в пару варіатор CVT. У першому випадку з двигуном 1.5L розгін до 100 км/год займає 10 секунд, машина з варіатором на 0.7 c спритніша. Середня витрата палива в залежності від двигуна коливається від 6,9 до 8,2 літрів бензину на 100 км.
Габаритні розміри седана такі — довжина 4600 мм, ширина — 1705 мм і висота 1480 мм. Колісна база — 2610 мм. Таким чином G3 довший за F3 на 67 мм, але і важчий на 20 кг.
Базова комплектація GL-i включає в себе подушки безпеки, ABS + EBD, бортовий комп'ютер, безключовий доступ, запуск двигуна кнопкою, литі диски R15, парктроник і CD-MP3 аудіосистему. Ціна за базу з 1.5L двигуном 56 800 юанів, що в перерахунку дорівнює 8300 доларів США.

## Модифікації
Автомобіль BYD G3 виготовляється у наступних версіях:
- BYD G3 - седан з бензиновим двигуном (виготовляється з 2009 року).
- BYD G3-R - 5-дверний хетчбек з бензиновим двигуном (виготовляється з 2011 року).

## Ціна
Станом на 28 січня 2012 року ціна в Україні на автомобіль BYD G3 з двигуном 1,5 л стартує з 13 990 доларів США.